# Glochidion latistylum
Glochidion latistylum är en emblikaväxtart som beskrevs av Charles Budd Robinson. Glochidion latistylum ingår i släktet Glochidion och familjen emblikaväxter. Inga underarter finns listade i Catalogue of Life.